# Gangs de rue à Montréal

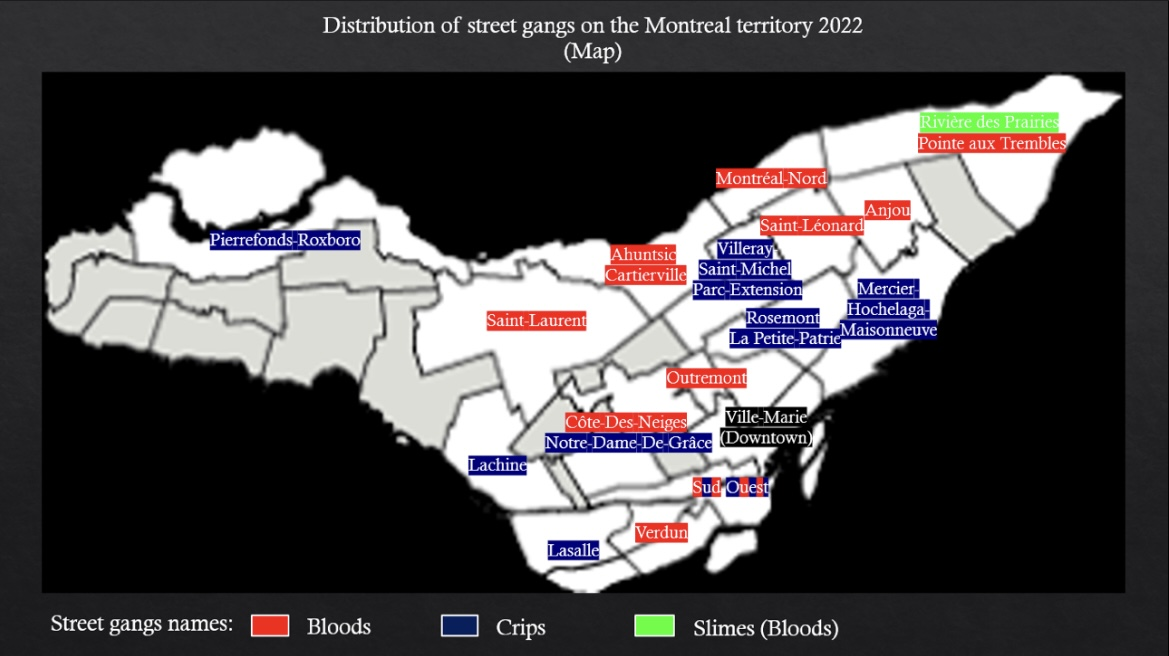
Répartition des gangs de rue sur le territoire de la ville de Montréal en 2022

Les gangs de rue à Montréal sont des bandes criminelles apparues vers la fin des années 1980 dans les rues de Montréal, métropole du Québec, au Canada.

## Structure et activité criminelle
Selon le Service de police de la Ville de Montréal (SPVM), une part de la criminalité structurée observée à Montréal, au Canada, serait le fait d'une vingtaine de bandes, regroupant 350 à 500 personnes. D'après une étude de la criminologue Karine Descormiers, la taille d'un gang de rue montréalais varie entre huit et 230 membres. La majorité des 35 gangs répertoriés sont affiliés aux deux réseaux rivaux principaux : les Crips, qui se répartissent en quatorze groupes, et les Bloods, représentés par quinze bandes,. Le SPVM a dénombré huit meurtres reliés aux gangs de rue, en 2008, et quatorze en 2007. Quant aux tentatives de meurtres reliées aux gangs de rue, il y en aurait eu 141 en 2016.

## Signes distinctifs et implantations territoriales
Crips et Bloods sont deux marques de commerce de terreur principales qu'utilise pour s'identifier chaque sous-réseau de cellules décentralisées. Un gang majeur affilié aux Crips ou aux Bloods compte en moyenne 93 membres.
Les deux plus importants gangs rivaux se répartissent dans plusieurs arrondissements de la métropole québécoise, marquant de leur présence rues et boulevards. Saint-Michel et Pierrefonds, par exemple, sont des arrondissements revendiqué par les Crips. Leurs rivaux Bloods défendent, entre autres, les arrondissements Montréal-Nord et Rivière-des-Prairies.
Les noms de la plupart des gangs de rues sont composés d'un nom de quartier et d'un numéro identifiant un bus local.

## Répression
En juin 2008, pour neutraliser les gangs de rue de Montréal, le SPVM disposait d'une escouade appelée ECLIPSE et formée de 66 policiers.
Le Centre jeunesse de Montréal est l'endroit où sont rééduqués les délinquants mineurs.